# PCMCIA
PCMCIA (произносится пи-си-эм-си-ай-эй), PC Card — спецификация на модули расширения, разработанная ассоциацией PCMCIA (англ. Personal Computer Memory Card International Association). Широко использовалась в ноутбуках, но применялась и в моноблоках.
Наряду с ноутбуками PCMCIA используется и в других устройствах. Например, в телевизорах от LG гнездо для данной карточки чаще всего находится с левой стороны телевизора.

## Название
Аббревиатура PCMCIA первоначально расшифровывалась как англ. Peripheral Component Microchannel Interconnect Architecture. Были предложены шуточные расшифровки англ. People Can’t Memorize Computer Industry Acronyms («люди не в состоянии запоминать сокращения компьютерной индустрии») или англ. Personal Computer Manufacturers Can’t Invent Acronyms («изготовители персональных компьютеров не умеют придумывать сокращения»). Позднее название стандарта стали расшифровывать так же, как и название организации, стандартизовавшей шину: англ. Personal Computer Memory Card International Association (Международная Ассоциация компьютерных карт памяти). Сложности с аббревиатурой привели к тому, что начиная со второй версии спецификации стали использовать термин PC Card.

## История
Первоначально спецификация PCMCIA разрабатывалась для стандартизации карт расширения памяти и интерфейса для подключения этих карт. Со временем спецификация была доработана и стало возможно использовать PCMCIA для подключения всевозможных периферийных устройств. Обычно через интерфейс PCMCIA подключают сетевые карты, модемы и жёсткие диски.
В прошлом большинство ноутбуков оснащалось двумя слотами для карт типа II, что позволяло подключить к ноутбуку либо две карты типа II, либо одну карту типа III. По мере того, как из ноутбуков исчезали «старые» медленные интерфейсы ввода-вывода (например, RS-232 или LPT-порт), и нормальным явлением стали встроенные высокопроизводительные интерфейсы (например, USB, IEEE 1394, Ethernet), надобность в PCMCIA стала отпадать.
Спецификация PCMCIA была разработана как ответ компьютерной промышленности США на разработку в Японии спецификации карт расширения JEIDA. В 1991 году произошло слияние стандартов: были выпущены аналогичные спецификации JEIDA 4.1 и PCMCIA 2.0 (PC Card).

## Типы карт
Все карты PC card имеют размер 85,6×54 мм. Такие же размеры используются в интерфейсе Common Interface для CAM-модулей в оборудовании для приёма телевещания стандарта DVB. Карты PC Card высотой 16 мм, так называемые карты типа IV (англ. Type IV)), предложенные компанией Toshiba, не были официально одобрены ассоциацией PCMCIA.
Первоначально спецификация описывала карты, которые могли использовать для питания как напряжение 5 В, так и 3,3 В. Карты с напряжением питания 3,3 В имеют «ключ» на разъёме для того, чтобы не допустить установки карты в слот, предназначенный только для установки карт с питанием 5 В. Некоторые карты и некоторые слоты поддерживают оба напряжения питания. Если карта не желает устанавливаться в слот, это значит, что карта предназначена для питания от 3,3 В, а слот предоставляет только 5 В питание.

### Type I
Версия 1.x спецификации PCMCIA описывала карты типа I (Type I), оснащённые 16-разрядным интерфейсом. Карты типа I использовались только для расширения памяти. Они имели толщину 3,3 мм и использовали разъём с одним рядом контактов.

### Type II
Карты типа II (Type II) оснащаются либо 16-, либо 32-разрядным интерфейсом; разъём имеет два ряда контактов. Карты имеют толщину 5 мм. Карты типа II поддерживают устройства ввода-вывода, что позволяет использовать их для подключения периферийных устройств.

### Type III
Карты типа III поддерживают 16- или 32-разрядный интерфейс, используют четыре ряда контактов. Эти карты имеют толщину 10,5 мм, что позволяет устанавливать на карту стандартные разъёмы внешних интерфейсов и избавиться таким образом от дополнительных кабелей. Например, в карту-модем высотой 10,5 мм можно встроить полноценный телефонный разъём RJ-11, что позволяет подключать её к телефонной сети стандартным кабелем.

## CardBus
Шина CardBus введена в спецификации PCMCIA версии 5.0 (JEIDA 4.2). Эти 32-разрядные карты PCMCIA были представлены в феврале 1995 года и стали появляться в ноутбуках начиная с конца 1997 года. CardBus логически и электрически представляет собой полноценную 32-разрядную шину PCI, работающую на частоте 33 МГц, а механические размеры и разъёмы позаимствованы у шины PCMCIA. CardBus-устройства могут поддерживать DMA, что позволяет им вести информационный обмен с другими периферийными устройствами или с ОЗУ без использования процессора. Многие периферийные контроллеры способны работать как на шине CardBus, так и на шине PCI, например, контроллеры сети Wi-Fi.
Выемка на левом переднем краю разъёма карт CardBus меньше, чем у не CardBus-карт, таким образом 32-разрядная карта CardBus не может быть установлена в слот, предназначенный только для 16-разрядных карт. Большинство современных слотов поддерживает CardBus-карты и старые 16-разрядные карты.

## Потомки и наследники PC Card
Интерфейс PCMCIA породил целое поколение карт для хранения информации, использовавших flash-память, которые пытались улучшить характеристики PCMCIA карт типа I: CompactFlash, Miniature Card и SmartMedia. Например, электрическая часть спецификации CompactFlash позаимствована из спецификации PCMCIA, что позволяет подключать карты CompactFlash к шине PCMCIA с помощью простейшего переходника, единственная задача которого — согласовать разъёмы.
В настоящее время стандарт PCMCIA практически вышел из употребления. По инерции выпускаются только специфические устройства, используемые для работы с различным диагностическим оборудованием и контроллерами.
Ему на смену пришёл стандарт ExpressCard. В нём для подключения периферийных устройств используются шины PCI Express и USB 2.0.